# 이이케 쇼고
이이케 쇼고(일본어: 伊池 翔吾, 1988년 3월 15일 ~ )는 일본의 전 축구 선수이다.

## 구단 경력
과거 YSCC 요코하마에서 활동하였다.